# Eletroplessão
Eletroplessão é a lesão ou morte provocada pela exposição do corpo a uma carga letal ou não de energia elétrica, de forma acidental. Pode ocorrer com alta tensão (raios e fios de distribuição) ou baixa tensão (menos de 600 V), neste caso em poças d'água ou com roupas molhadas.